# コスモス60号
コスモス60号（こすもすろくじゅうごう、ロシア語: Космос-60 英語: Kosmos 60）は、1965年にソビエト連邦（ソ連）が打上げた無人月探査機である。世界初の月面への軟着陸を目指したが、月へ向かう軌道に乗せることが出来ずに失敗した。元々ルナ計画の一環として打上げられた機体であったが、月へ向かうことに失敗したためルナの名は与えられていない。

## 設計
詳細は同型機ルナ9号を参照
コスモス60号は、月面に着陸するランダー（着陸カプセル）と、ランダーを月面に軟着陸させる飛行ステージから成っていた。ランダーは直径58 cmの球形で、パノラマカメラと放射線検出器が装備されており、エアバッグによる着陸を行う予定であった。飛行ステージには着陸前に十分な速度まで減速するための逆噴射ロケットが備え付けられていた。

## 飛行
1965年3月12日、コスモス60号はモルニヤロケットによって、バイコヌール宇宙基地より打上げられ、地球周回軌道へ投入された。続いて、ロケット最上段に当たる地球軌道脱出ステージが点火され、探査機は月へ向かう軌道に乗せられるはずであった。しかしエンジンは点火せず計画は失敗した。
探査機軌道高度は空気抵抗より次第に低下、やがて大気圏へ突入して消滅した。

## 名称
コスモス60号は元々はルナ計画の1機で、成功すればルナ5号という名称が付けられるはずであった。しかし探査機は月へ向かうことなく失敗に終わった。
軌道上の物体はアメリカによって追跡されており、探査機の存在を隠すことは不可能であったが、それを通常の衛星だと偽って失敗を隠すことは出来た。そのため探査機にはコスモス60号という名前が割当てられることとなった（当時コスモスという名称は軍事衛星などの「秘密」の衛星に広く使用されていたという背景がある）。
コスモス衛星の中には、コスモス60号と似たような経緯でコスモスの名前が付けられた月・惑星探査機がいくつも混じっていた。